# Kanton Bais
Kanton Bais (fr. Canton de Bais) je francouzský kanton v departementu Mayenne v regionu Pays de la Loire. Tvoří ho devět obcí.

## Obce kantonu
- Bais
- Champgenéteux
- Hambers
- Izé
- Jublains
- Saint-Martin-de-Connée
- Saint-Pierre-sur-Orthe
- Saint-Thomas-de-Courceriers
- Trans